# Kazushi Sakuraba vs. Royce Gracie
Kazushi Sakuraba vs. Royce Gracie fue una pelea de artes marciales mixtas (MMA) llevada a cabo el 1 de mayo de 2000 por la promoción japonesa PRIDE Fighting Championships. Debido a sus reglas especiales, duró 90 minutos antes de terminar con la victoria de Sakuraba por nocaut técnico.
Ha sido ampliamente considerada como una de las peleas de MMA más grandes e influyentes de todos los tiempos, así como una parte vital de la rivalidad entre la familia Gracie y Sakuraba (quien se ganó el apodo de «Gracie Hunter» después del combate), representantes de dos potencias del deporte como lo son Japón y Brasil.

## Antecedentes
La rivalidad entre Kazushi Sakuraba de Takada Dojo y Royce Gracie de la familia Gracie practicante de jiu-jitsu brasileño comenzó en PRIDE 8, cuando Sakuraba se enfrentó a Royler Gracie, aunque en realidad se remonta al primer evento de la organización, PRIDE 1, donde el hermano de Royler, Rickson, había derrotado al maestro de cuadra de Sakuraba, Nobuhiko Takada. La victoria sobre Takada había servido para cimentar la reputación de la familia Gracie en Japón y continuar la difusión de su arte familiar como había sucedido en los Estados Unidos con la aventura del Ultimate Fighting Championship. Sin embargo, el combate entre Sakuraba y Royler cambió esta opinión. Sakuraba, un luchador profesional del tipo shoot-style, dominó a Royler tanto de pie como en el suelo y lo derrotó por la vía del kimura, siguiendo con un desafío al propio Rickson. Esta derrota fue la primera para la familia Gracie en décadas (casualmente, por el mismo movimiento que la última vez que perdieron ante un luchador japonés), y marcó la pregunta de si su enfoque de las artes marciales mixtas, principalmente basado solo en el jiu-jitsu brasileño, aún podría resistir contra un luchador completo y con entrenamiento cruzado como Sakuraba. El lado de Gracie argumentó que la derrota de Royler no debería contarse, ya que había sucedido por la detención del árbitro, una acción que iba directamente en contra del conjunto de reglas especiales que habían solicitado para esa pelea. Para aclarar esto y emitir un desafío, el campeón invicto de UFC y hermano de Royler y Rickson, Royce, acordó registrarse con PRIDE, que previamente había estado en contacto con él para un enfrentamiento abandonado con Mark Kerr.
Tras el anuncio del torneo de peso abierto PRIDE Grand Prix 2000 Finals, se supo que tanto Royce como Sakuraba iban a participar, por lo que se esperaba un combate entre los dos. Este enfrentamiento finalmente se realizó después de la primera ronda del torneo el 30 de enero, ya que ambos eliminaron a sus respectivos oponentes: Gracie derrotó a Nobuhiko Takada por decisión, mientras que Sakuraba derrotó a Guy Mezger después de retirarse debido a problemas contractuales. Con esta resolución, estaban programados para pelear entre sí. Sin embargo, buscando evitar una situación como el combate de Royler, el lado de Gracie exigió reglas especiales para el combate. Su representante Rorion Gracie pidió un número ilimitado de asaltos de 15 minutos, sin jueces, sin interrupciones del árbitro y solo nocaut, sumisión o lanzamiento de toalla como formas de ganar. Sakuraba encontró estas demandas inapropiadas, mientras que Royce se defendió subrayando el papel de su familia en la historia de las MMA y señalando que ya estaba en desventaja de peso en el combate (en realidad solo 7 libras). Mark Kerr, quien compitió en el mismo torneo, apoyó la crítica de Sakuraba sobre las reglas personalizadas. Finalmente, Sakuraba aceptó, y característicamente bromeó sobre usar un pañal en el combate en previsión de su duración ilimitada, así como aprender ventriloquia para engañar al árbitro y hacerle creer que Gracie se había sometido. Sin embargo, al encontrar a Royce ausente de la reunión de reglas el día antes del combate, participó en una breve trash talk, criticando a la familia Gracie y acusándolos de hipocresía y cobardía.

## Pelea
El combate se llevó a cabo en el Tokyo Dome frente a una audiencia de 38 429 personas. Mientras Gracie hacía su entrada realizando el famoso «tren Gracie» junto a sus familiares y compañeros de equipo, entre ellos Rorion y Hélio Gracie, Sakuraba llegó luciendo una máscara de lucha libre y acompañado por Daijiro Matsui y Minoru Toyonaga con atuendos y máscaras idénticos, haciendo imposible saber cuál de ellos era el peleador japonés hasta que se desenmascaró en el cuadrilátero. En ese momento, Sakuraba reveló su cabello teñido de naranja brillante, que era parte de una apuesta que había hecho con un comediante de la televisión nipona. A diferencia de Royce, que eligió usar un gi de jiu-jitsu brasileño completo para la pelea, el japonés usó sus mallas de lucha naranjas.
Sakuraba abrió la pelea anotando un derribo de una pierna justo después de la campana inicial. Cuando Gracie regresó a sus pies, se agarraron y fueron contra las cuerdas. Incapaz de golpear adecuadamente a Sakuraba, Gracie hizo la guardia e intentó agarrar la pierna de su oponente para un leglock, pero Sakuraba escapó dándole la espalda. El brasileño luego se levantó y se sujetó a su espalda, solo para que Sakuraba agarrara un kimura por detrás y se dejara caer para tratar de completar el agarre. La pelea se trasladó a la esquina, donde Gracie intentó liberarse del agarre lanzando puños de martillo sobre la espalda y la cabeza de Sakuraba, mientras que este último mantuvo la posición y metió la cabeza fuera de las cuerdas para contrarrestarse. Sabiendo que los golpes carecían de poder para infligir daño, Sakuraba pasó el tiempo mirando directamente a un camarógrafo fuera del cuadrilátero y sonriéndole, lo que provocó vítores y risas de la multitud. El árbitro Yuji Shimada los separó y reanudó el combate, pero la situación se repitió, con Kazushi buscando sumisiones por detrás y Royce manteniéndose activo con golpes cortos. En los últimos segundos, el luchador conectó un kneebar que parecía decisivo, pero Royce logró resistir hasta que se agotó el tiempo del asalto.
En el segundo asalto, los contendientes volvieron a agarrarse contra las cuerdas, donde Gracie lanzó golpes de rodilla a la rodilla vendada de Sakuraba. Se produjo una discusión a los cuatro minutos, ya que Gracie se negó a dejar que el árbitro reiniciara la pelea. Todavía en las cuerdas, Sakuraba agarró la manga del brasileño para obstaculizar sus golpes, y cuando Gracie intentó liberarla, el luchador aprovechó la distracción para deshacer el obi de Gracie, lo que le permitió agarrar más libremente su uwagi. En respuesta, Royce intentó agacharse para ponerse en guardia, pero Kazushi pudo levantarlo de nuevo. Finalmente, encontró una apertura y el brasileño anotó varios golpes, pero el control de Sakuraba sobre su chaqueta apagó su ofensiva, en un momento incluso tiró de la tela sobre los hombros de Royce para confundirlo mientras intentaba cubrirle la cabeza con ella. Entonces Gracie intentó un guillotine choke de pie, que Sakuraba contrarrestó con un derribo a media guardia. Otro tumulto se desató cuando Royce golpeó accidentalmente con la rodilla la ingle, aunque no por el golpe en sí, que pasó desapercibido, sino por sus reacciones; Royce se disculpó con Sakuraba, y este último señaló su comprensión dándole una palmadita tranquilizadora en el trasero, haciendo creer a la esquina de Gracie que se había rendido. En cualquier caso, el estrangulamiento fue finalmente ineficaz, con Sakuraba incluso jugando con los pantalones de Royce mientras intentaba agarrar su cinturón. Una vez más, el tiempo volvió a correr sin una conclusión. 
El tercer asalto comenzó con el ya habitual amarre contra las cuerdas. Después de que el brasileño anotara varios golpes, Sakuraba accidentalmente lo golpeó con un golpe bajo, lo que llevó al árbitro a advertirle. Una vez que Gracie tuvo algunos minutos para recuperarse, intentó una barrida, pero el japonés lo revirtió con un derribo y lo dejó en guardia. Como Sakuraba no lo estaba enfrentando en el suelo, Gracie se levantó y lo embistió contra la esquina, donde buscó anotar pisotones y rodillazos, pero el japonés atacó de repente con una ráfaga de golpes de derecha que tiraron a Gracie a la lona. Tomado por sorpresa, el brasileño inicialmente optó por permanecer en la lona para mantenerse a salvo, aunque volvió a ponerse de pie cuando Sakuraba comenzó a patear sus piernas como lo había hecho en la pelea contra Royler. Tan pronto como el peleador brasileño se levantó, Sakuraba conectó una fuerte patada baja que hizo vacilar notablemente a Gracie. Durante los siguientes minutos, Royce intentó restablecer el amarre pero Sakuraba, ahora abiertamente ofensivo, conectó combinaciones de golpes y patadas bajas en cada intento. Poco después, Sakuraba agregó teatrales golpes mongoles a su ofensiva, utilizándolos para preparar los golpes y confundir a su oponente. Royce finalmente logró el amarre, pero solo unos segundos antes del final del asalto.
Finalmente, reconociendo que se enfrentaba a dificultades inesperadas, Gracie decidió centrarse por completo en la lucha en lugar de mirar hacia arriba para continuar con el torneo. Comenzó el cuarto asalto agresivamente, pero Sakuraba agarró su uwagi y lo arrastró para anular la ofensiva de Gracie. El experto en jiu-jitsu brasileño se puso en guardia en un intento de evitar la nueva táctica, que Sakuraba aprovechó para controlarlo aún más agarrándolo de sus pantalones gi. Esto obligó a Gracie a ponerse de pie y mantenerse en movimiento para evitar más agarres, pero al mismo tiempo le permitió a Sakuraba anotar más combinaciones de golpes y patadas bajas, claramente buscando acumular daño en las piernas de Gracie. Ya cojeando y con un corte en el ojo, Royce regresó a su estrategia ofensiva anterior e hizo todo lo posible para derribar a Sakuraba, pero aunque logró capturar la espalda de Sakuraba, el luchador japonés bloqueó todos sus intentos de derribo. El asalto terminó con Sakuraba en la media guardia de Gracie.
Sakuraba abrió el quinto asalto con una patada baja y un derribo, sin mostrar signos de fatiga y en marcado contraste con su oponente claramente desgastado. Atacó la guardia cerrada de Royce y conectó un ground and pound en forma de puñetazos y chuletas mongoles, que obligaron a Gracie a abrir las piernas. En ese momento, el japonés agarró los pantalones del brasileño y lo arrojó sobre su cabeza, aprovechando la confusión para anotar varios golpes en la cara. Gracie respondió con algunos golpes desde abajo y evitó un pase de guardia estableciendo una guardia mariposa, pero Sakuraba se puso de pie y anotó un pisotón limpio en la cara de Gracie antes de que expirara el tiempo.
En la apertura del sexto asalto, Sakuraba derribó a Gracie y atacó su guardia nuevamente. Esta vez, Gracie conectó algunas patadas de talón en la nuca de Sakuraba, siguiendo un sode-guruma-jime desde abajo que no tuvo éxito. Con ambos peleadores nuevamente de pie, Sakuraba conectó repetidas patadas bajas, castigando las piernas de su oponente incluso cuando este último cayó a la lona en un intento de evitarlo. Gracie pudo frenar el ritmo de pie al embestir a Sakuraba contra una esquina, pero en este punto el brasileño estaba demasiado exhausto y desgastado para seguir con un intento de derribo o un intento de capturar su espalda. Una nueva patada baja del luchador japonés envió a Gracie a la lona, donde Sakuraba asestó golpes y puñetazos a través de su guardia. Sintiendo que se acercaba el final de la pelea, Gracie intentó derribos y tirones de guardia en un último intento, solo para que Sakuraba los bloqueara todos y siguiera castigando sus piernas con patadas. El japonés saltó entonces por encima de la guardia del experto en jiu-jitsu y conectó un fuerte puñetazo volador justo antes de que terminara el tiempo. Durante el descanso, Royce se sentó en su taburete de la esquina e informó a sus compañeros de equipo que no podía caminar debido al daño en sus piernas (uno de sus fémures se encontraría fracturado debido a las patadas acumuladas), y después de algunas deliberaciones, finalmente Rorion Gracie arrojó la toalla para conceder la pelea. Sakuraba fue declarado ganador después de 90 minutos de pelea.
A pesar del esfuerzo que supuso semejante combate, Sakuraba optó por avanzar de ronda y seguir luchando a lo largo de la cartelera, lo que le situó minutos después en un duelo contra Igor Vovchanchyn. El japonés tuvo una actuación lo suficientemente dominante como para que le concedieran una ronda extra, pero los efectos de su batalla anterior se hicieron notar y decidió retirarse del torneo, quedando eliminado.

## Recepción y legado
El combate no sólo fue recibido con elogios, sino que también fue calificado como uno de los mejores combates en la historia de las artes marciales mixtas. Recién en 2000, Dave Meltzer de Wrestling Observer Newsletter le otorgó el premio al «Combate de MMA del Año», mientras que años después, Stephen Quadros lo calificó como el receptor de «la mayor ovación que presenció en toda su carrera», el primero de muchos «eventos fundamentales en las artes marciales mixtas», y «la pelea más grande en PRIDE Fighting Championships».
Estas consideraciones han sido repetidas a través de los años, con Brain Knapp de Sherdog llamando a la pelea «su importancia histórica fuera de serie», Mike Sloan del mismo sitio web colocándola como la segunda pelea de artes marciales mixtas más importante de la historia, Pedro Olavarria de Fightland comparándola con la «Pelea del Siglo» entre Joe Frazier y Muhammad Ali, y Jonathan Snowden afirmando en SB Nation que «cambió la historia de MMA para siempre».
En su libro UFC's Ultimate Warriors: The Top 10, Jeremy Wall comentó: «Ninguna pelea en la historia de MMA, antes o después, se ha acercado a esa duración y aún así ha seguido siendo una pelea emocionante».